# Ichneumolaphria zikani
Ichneumolaphria zikani là một loài ruồi trong họ Asilidae. Ichneumolaphria zikani được Carrera miêu tả năm 1951. Loài này phân bố ở vùng Tân nhiệt đới.